# 京北町
京北町（けいほくちょう）は、かつて京都府の北部に存在した町。北桑田郡に属した。
現在の京都市右京区の一部であり、町名に「京北」を冠する区域にあたる。ただし「広河原」を冠する区域は左京区となっている。

## 地理
京都市に北接し、全域が丹波高地に含まれる。（丹波）

### 河川
- 上桂川…桂川の上流域
- 弓削川…上桂川の支流
- 細野川…上桂川の支流

## 歴史
- 1955年（昭和30年）3月1日 - 北桑田郡周山町・宇津村・黒田村・細野村・山国村・弓削村が新設合併して発足。
- 1957年（昭和32年）4月1日 - 大字広河原（旧黒田村の一部）が京都市（左京区）に編入される。
- 2005年（平成17年）4月1日 - 京都市（右京区）に編入される。同日京北町廃止。

## 産業

### 林業
町域のほとんどが森林で、北山杉の磨丸太などの産地として林業が盛んである。町内を桂川が横断して京都嵯峨などに接続しているため、古代より水運を利用した京都の重要な材木供給地であった。

## 歴代町長
- 石浦逸治（〜1961年）
- 小畠逸良（1961年〜1975年）
- 平岩祐夫（1975年〜1985年）
- 村山正美（1985年〜1989年）
- 野上茂（1989年〜1997年）
- 石浦道男（1997年〜京都市合併に伴う京北町消滅まで）

## その他
「納豆もち」の発祥地としても有名である。

## 姉妹都市・提携都市

### 国内
- 北海道南幌町
1990年（平成2年）10月 姉妹都市提携

### 海外
- マーキュリーベイ（ニュージーランド）
2000年（平成12年）9月 姉妹都市提携

## 教育

### 保育所
- 周山保育所
- 弓削保育所
- ひかり保育所

### 小学校
- 京北町立京北第一小学校
- 京北町立京北第二小学校
- 京北町立京北第三小学校

### 中学校
- 京北町立周山中学校

### 高等学校
- 京都府立北桑田高等学校

### 大学
- 花園大学京北キャンパス

## 交通
町内は鉄道が通らない。

### 路線バス
- 西日本ジェイアールバス 高雄・京北線（京都駅 - 二条駅 - 高雄 - 栂ノ尾 - 周山）
- 京北町営バス : 京都市編入後はきょうと京北ふるさと公社に移管し、「京北ふるさとバス」の呼称で運行を継続している。

### 主な道路
一般国道
- 国道162号（周山街道）
- 国道477号

## 名所・旧跡・観光スポット・祭事・催事
- 常照皇寺
- 周山城址
- 福徳寺 (京都市)
- 山国神社
- 周山廃寺

## 京都市への編入の経緯
- 2002年（平成14年）5月〜6月 - 京都市への編入を要望する署名活動が行われ、町内有権者の8割を越える署名が集まる[1]。
- 2002年（平成14年）11月7日 - 署名を受け、京北町が京都市に対し編入合併を申出。
- 2003年（平成15年）10月 - 京都市と京北町による法定合併協議会設置。
- 2004年（平成16年）8月9日 - 法定合併協議会により合併が正式決定。京北町側の意志により、議員の定数特例不採用もあわせて決定[2]。
- 2005年（平成17年）4月1日 - 京都市右京区に編入される。

## 出身者
- 有田芳生（政治家）
- 牧野省三（映画監督）
- 桂小南 (2代目)（落語家）
- 北山亘基（プロ野球選手）[3]
- 富山太樹（プロ野球選手）